# 全日本港湾労働組合
全日本港湾労働組合（ぜんにほんこうわんろうどうくみあい、略称：全港湾（ぜんこうわん）、英語：All Japan Dockworkers' Union、略称：JDU）は、日本の産業別労働組合である。

## 概要
日本国内の港湾労働者を中心としているが、その他の業種で働く労働者も加盟できる合同労働組合である。厚生労働大臣より労働者供給事業を行う許可を受けた労働組合でもある。

## ナショナルセンターとの関係
過去、全日本産業別労働組合会議（産別会議）、日本労働組合総評議会（総評）に加盟していた。現在は全労協系のけんり春闘に参加しており、全労協の全国一般とは友好関係をもっていて、全労協とは一定の協力関係にある。また、連合に加盟している全日本海員組合とは参加している全国港湾労働組合連合会（全国港湾）を通じ日本海員港湾労働組合協議会（海港労協）を2009年（平成21年）11月に結成しており、一定の協力関係がある。

## 関門海峡衝突事故での対応
2009年10月27日に関門海峡で発生した海上自衛隊護衛艦「くらま」と韓国籍貨物船との衝突事故で、本組合は同年11月20日に社会民主党佐世保総支部及び佐世保地区労と連名で海自佐世保地方総監部に対し「早急な原因究明」「国民と港湾利用者への謝罪」「自衛艦の関門海峡通航停止あるいは夜間などの通航停止」「佐世保港での安全航行の具体策の明示」について文書回答を要求した。

## 歴史
- 1946年（昭和21年）7月 - 全日本港湾労働組合同盟を結成。
- 1949年（昭和24年）6月 - 単一組織に改組し現名称に改める。

## 組織
- 中央本部
  - 北海道地方本部
  - 東北地方本部
  - 日本海地方本部
  - 関東地方本部
  - 東海地方本部
  - 関西地方本部
  - 四国地方本部
  - 九州地方本部
  - 沖縄地方本部